# Club Escacs Lleida
El Club Escacs Lleida és una entitat esportiva de Lleida. Fundat el 1934, durant els primers anys competí en l'àmbit local. El 1948 organitzà per primera vegada un Campionat d'Espanya i els anys seixanta, el Torneig Internacional de Lleida. El 1967 presidí el club Ricard Lega Arredondo, que un any després fundaria i presidiria durant vint anys la Delegació Territorial d'Escacs de Lleida de la Federació Catalana d'Escacs.
El Club Escacs Lleida va jugar a primera divisió catalana i, a vegades, a la divisió d'honor. L'abril del 2006 fou campió absolut de la Copa Catalana amb l'equip format pels GM Azer Mirzoev i Javier Campos, els MI Aurelien Dunis i Guillem Baches i el Mestre Català Omar Oussama. El 2009 ascendí a la divisió d'honor catalana i a primera divisió estatal en quedar segon classificat en el Campionat d'Espanya de clubs. Alguns dels seus jugadors destacats foren Aramis Álvarez, Sandro Pozo, Joan Trepat i David Monell.
El 2016 el primer equip tornà a jugar la màxima categoria de la Lliga Catalana després de dos anys de deixar-ho de fer.